# ザ・マンション・キャット
『ザ・マンション・キャット』（原題：The Mansion Cat、2001年）は、「トムとジェリー」作品のひとつ。

## 概要
トムとジェリーの生誕60周年記念として制作された。オリジナル短編シリーズとしては、1967年の『夢よもう一度』以来34年ぶり、通算では162作目となる。また、ウィリアム・ハンナとジョセフ・バーベラが関わる短編としては、1958年の『赤ちゃんは知らん顔』以来43年ぶりとなる。ハンナ・バーベラ・プロダクションがワーナー・ブラザーズ・ディスカバリー・インターナショナルと共同で製作し、ワーナー・ブラザーズ・テレビジョンが配給。1996年のタイム・ワーナーとターナーの合併（現在のワーナー・ブラザーズ・ディスカバリー）以来、ワーナー・ブラザーズ・エンターテインメントが初めて発表したトムとジェリーのアニメである。
なお、タイトルである"The Mansion Cat"の"Mansion"は豪邸を意味するもので、日本における集合住宅のことではないので注意。

## 作品内容
ジェリーがトムに足で尻尾を捕まえられて、その場で走っているところから始まる。トムの飼い主である主人がトムを呼ぶと、彼はジェリーを放して飼い主のもとへ向かうと、主人はしばらく留守にすることと、ネズミに好き勝手なことをさせないように告げる。
主人が外出してすぐ、トムはジェリーを屋敷から檻ごと追い出し、ソファーに座り、テレビを見ながら冷蔵庫から盗んだ食べ物を大量に食べる。するとトムはジェリーによってごみ箱の下敷きとなる。そこからはおなじみの追いまわしが始まる。ジェリーがトムをビデオデッキに押し込み、VHSカセットサイズになったトムを棚に格納する場面や、トムがジェリーをコーヒーメーカーに閉じ込めたり、ジェリーがトムを冷蔵庫や食洗器に閉じ込めるなど、ドタバタ劇が繰り広げられる。
クライマックスには、トムが誤って芝刈り機を帰宅した主人の車に衝突させ、主人がトムに"you make a better hood ornament than a house cat"（「家猫よりもボンネットの飾りの方がいい」）と言い物語は終わる。

## 登場キャラクター
トム
ジェリーの尻尾を片足で捕まえたのち、冷蔵庫の食料を暴飲暴食し、ジェリーに反撃されいつものように追いかけっこをする。
ジェリー
トムに尻尾をつかまれ逃げられなかったが、主人がトムに声をかけた隙をみて自分の家（ゲージ）に逃げる。その後はトムをビデオデッキに閉じ込めたりといつも通りの追いかけっこが始まる。
主人（飼い主）
トムとジェリーが住む豪邸の主人である。出かける際に、トムに「ネズミの好きなようにはさせてはいけない」と告げて外出する。
なお、本作で唯一喋るキャラクターであり、監督であるジョセフ・バーベラ自らが声を当てている。

## 声優
- ジョセフ・バーベラ ：豪邸の主人

## 放送歴
この作品は2001年4月8日にカートゥーン・ネットワーク運営のクラシックカートゥーン作品を専門としたチャンネル、「ブーメラン」の為に特別に制作されたトムとジェリーの短編作品である。その後、5月28日にはカートゥーン・ネットワークチャンネルでも公開された。
その7か月後には、ワーナー・ブラザーズのKids'WBにて放映された。中南米の地域では、テレビ向けの短編作品であるにも関わらず、「パワーパフガールズ・ムービー」と一緒に劇場公開された。
なお、日本においては、2001年4月20日にカートゥーン ネットワークで初放送。

## 家庭用メディアでのリリース
この作品はDVDやVHSなどが発売されておらず、先述のブーメランでもほとんど放送されていない。